# Federico Garelli
Federico Garelli (Mondovì, 1827 – Roma, 5 agosto 1885) è stato un commediografo italiano.
È considerato il fondatore del teatro dialettale piemontese. Per vivere, fece anche lo stenografo alla Camera dei Deputati.
Massone, non si sa dove e quando è stato iniziato, ma nel 1863 era membro effettivo della Loggia Cavour di Torino. 
La sua città di origine Villanova Mondovì gli ha intitolato il teatro civico.
Federico Garelli è famoso per la sua frase Noi suma i fieui 'd Giandouja, noi suma i bugianen.

## Opere
Compose le seguenti opere in lingua piemontese:
- Margtitin dle viölette, riduzione della Dame aux camélias,
- La felicità 'd monssù Guma che si rifaceva alle Miserie 'd monssù Travet di Vittorio Bersezio,
- Guèra o pas?,
- La scola dël soldà,
- La caban-a dël rè galantòm (dedicata a Re Vittorio Emanuele II),
- La carità l'è nen tuta ‘d pan.
- L'invern dij pòver,
- Delfina l'ovriera,
- Da la povertà a la richëssa,
- Ël campé e la marghera,
- Ij pciti fastidi,
- Na facessia al bal masché,
- La cun-a ‘d Carlin,
- La gabia dël merlo,
- Ij fòj a bèivo al cop,
- Lena dël Ròcia-Mlon (la Lena del Rocciamelone),[4]
- La partensa dij contingent për l'armada,
- La vantajn-a,
- J'an-namorà,
- Ël birichin ëd Turin,
- Ij làder an guant bianch,
- Ël cioché dël vilage,
- Compare Bonòm